# Velezia
- Commons
- Wikispecies

Velezia L. é um género botânico pertencente à família Caryophyllaceae.

## Espécies
Apresenta 9 espécies:
| - Velezia arabica - Velezia clavata - Velezia fasciculata - Velezia hispida - Velezia latifolia | - Velezia pseudorigida - Velezia quadridentata - Velezia rigida - Velezia tunicoides |

## Classificação do gênero
| Sistema | Classificação                   | Referência               |
| ------- | ------------------------------- | ------------------------ |
| Linné   | Classe Hexandria, ordem Digynia | Species plantarum (1753) |